# Pomatoschistus marmoratus
Pomatoschistus marmoratus, conosciuto comunemente come ghiozzetto marmorato, è un pesce della famiglia Gobiidae.

## Habitat e distribuzione
Comune nell'Oceano Atlantico orientale, dalla Penisola Iberica al Golfo di Biscaglia, nel Mar Mediterraneo, Mar Nero e Canale di Suez. Molto comune nella Laguna veneta. Specie bentonica, reperibile da pochi metri fino a 70 di profondità, quasi mai in mare ma molto più spesso in lagune e foci, in acque salmastre.

## Descrizione
Corpo allungato di colore grigio, chiaro nelle femmine e più scuro nei maschi, puntinati in bruno-rosso, ventre bianco. Capo tozzo con occhi sporgenti, labbra carnose. Sono presenti due pinne dorsali, staccate tra di loro, la pinna caudale è di forma arrotondata. Pinne pettorali sviluppate. Fino a circa 8 centimetri.

## Alimentazione
Si nutre di crostacei e altri invertebrati.

## Riproduzione
La cova avviene in due periodi distinti, da metà aprile a metà luglio e da metà agosto a fine settembre. Vive fino a circa 17 mesi di età.

## Galleria d'immagini

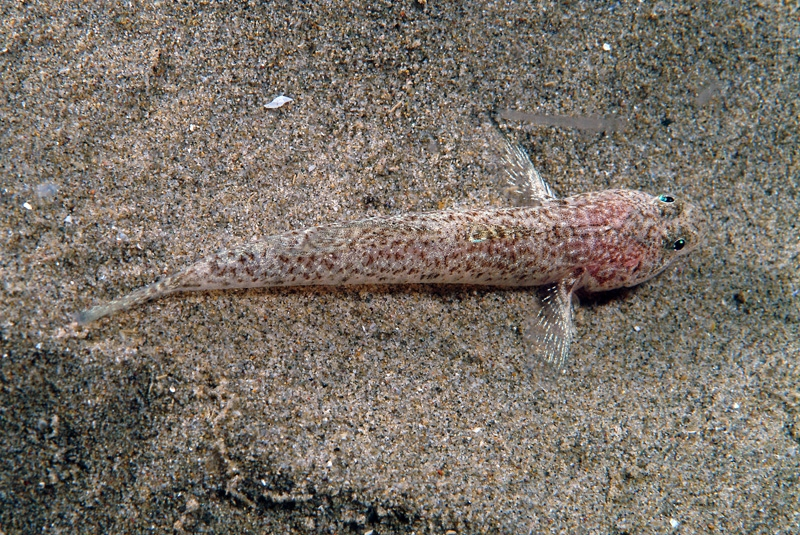
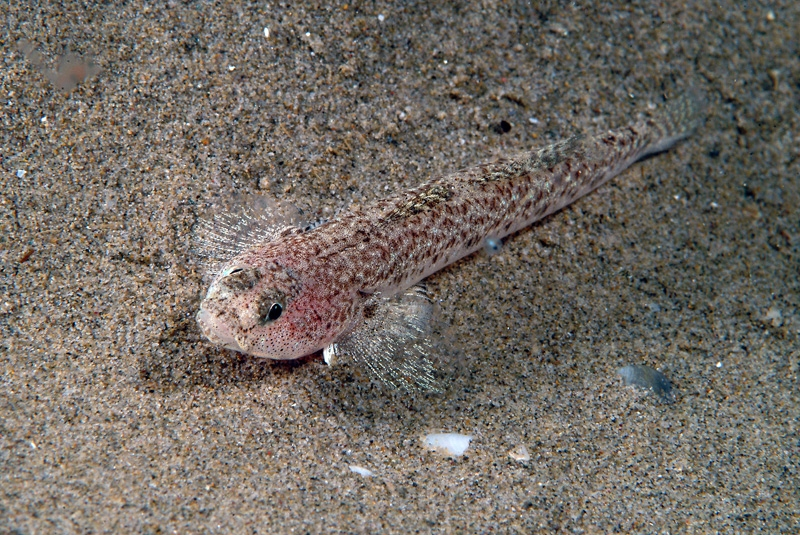
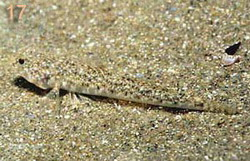